# The Novella Vosselaar Live in Belgium
The Novella Vosselaar Live in Belgium es el primer DVD de Novembers Doom el cual fue grabado el 10 de noviembre de 2007 en la sala Biebob en Vosselaar, Bélgica, y fue publicado el 5 de agosto de 2008.
El setlist cubre material de todos los discos actuales y anteriores, incluyendo los más rápidos y heavies hasta las baladas más lentas. El set fue elegido para cubrir todos los aspectos musicales de la banda. 
Contiene un repertorio de 13 temas, tres videos promocionales que han realizado hasta la fecha y cuatro videos más hechos por seguidores de la banda. 
El cantante Paul Kuhr dijo que el DVD "The Novella Vosselaar: Live in Belgium", es "una manera perfecta para experimentar Novembers Doom en vivo para todos los fanes del mundo. Aquellos que tal vez no hayan tenido la chance de presenciar uno de los shows, o aquellos que quieren revivir esa fantástica atmósfera una vez más en sus hogares." 

## Canciones de "The Novella Vosselaar"
1. Rain
2. The Novella Reservoir
3. Dark World Burden
4. With Rue and Fire
5. Autumn Reflection
6. For Every Leaf That Falls
7. The Day I Return
8. Not The Strong
9. The Voice of Failure
10. Silent Tomorrow
11. Within My Flesh
12. Drown the Inland Mere
13. The Pale Haunt Departure

## Bonus material
Videos promocionales:
1. Rain
2. Autumn Reflection
3. The Pale Haunt Departure

Videos hechos por fanes:
1. Twilight Innocence
2. Dark World Burden
3. Broken
4. The Lifeless Silhouette

## Créditos
- Paul Kuhr - Vocales/Letras
- Lawrence Roberts - Guitarra/Vocalista de respaldo
- Vito Marchese - Guitarra
- Joe Nunez - Batería
- Chris Wisco - Bajo